# Dijelovi
Dijelovi (en serbe cyrillique : Дијелови) est un village de Bosnie-Herzégovine. Il est situé sur le territoire de la ville de Bijeljina et dans la république serbe de Bosnie. Selon les premiers résultats du recensement bosnien de 2013, il compte 705 habitants.

## Histoire
La localité a été formée en 2012 ; avant cette date, son territoire était partagé entre ceux des villages de Novo Selo et de Dvorovi.